# El Pou (Avià)
El Pou és una masia del terme municipal d'Avià, situada al peu de la carretera de Berga a Solsona, inclosa en l'Inventari del Patrimoni Arquitectònic de Catalunya.

## Descripció
Masia orientada cap a migdia formada per diversos cossos. El principal està estructurat en planta baixa i tres pisos superiors. Està cobert a dues aigües amb teula àrab. L'entrada és allindanada, força senzilla i ubicada al centre. Destaquen les galeries d'arcs de mig punt al primer i segon pis de la façana principal. El parament és tot a base de pedres sense treballar unides amb molt de morter deixat a la vista. Els carreus de les cantonades estan ben escairats i són de majors dimensions. La resta de construccions annexes tenen un aspecte similar però ja són de molt menors proporcions.

## Història
El cos de galeries és posterior a la resta de la casa. A la llinda de la porta hi figura la data de 1879. Observem també un porxo contemporani.